# 南洋学院
| 南洋学院 （仏語:Institut Nanyo-Gakuin） | 南洋学院 （仏語:Institut Nanyo-Gakuin）                              |
| --------------------------------------- | -------------------------------------------------------------------- |
| 種別                                    | 私立                                                                 |
| 創立                                    | 1942年                                                               |
| 所在地                                  | 仏印・サイゴン(漢字表記:西貢) (現ベトナム社会主義共和国ホーチミン市) |
| 創立者                                  | 南洋協会                                                             |
| 初代校長                                | 不明                                                                 |
| 廃止                                    | 1946年                                                               |
| 後身校                                  | なし                                                                 |
| 同窓会                                  | 不明                                                                 |

南洋学院（なんようがくいん、フランス語表記：Institut Nanyo-Gakuin）は、日本の仏印進駐時代の1942年（昭和17年）にサイゴン(漢字表記：西貢、現ホーチミン市)に設立された日本人を対象とした旧制専門学校。1945年8月14日の日本の降伏予告に伴い、廃校となった。

## 概要
南洋学院は、外務省・文部省共同所管で、両省の指導援助の下に財団法人南洋協会が経営した。中等学校卒業者を対象とした修業年限3年の全寮制学校で、農業及び経済を総合したる科目を修得せしめ南方発展のための指導的人材を養成することを目的とした。学生納付金は年額360円で、渡航費・教科書費・被服費・食費などは公費により支給された。卒業後少なくとも2・3年間、官公庁または商社等に勤務することが公費学生の義務とされた。
学生募集は年度ごとに第1期から第4期まで行われ、3期生までが実際に渡航した。渡航した学生の多くは現地徴集され1945年の明号作戦に参加した。1期生30名・2期生30名は繰上げ卒業、3期生52名・4期生は内地の専門学校への転校が認められ、1946年に正式に閉鎖され廃校となった。

## 教育
下記の時間割にみられるように安南語、フランス語、農業科目に多くの時間が割かれた。
|                | 月                | 火     | 水     | 木       | 金       | 土          |
| -------------- | ----------------- | ------ | ------ | -------- | -------- | ----------- |
| 1 8:10～9:00   | 修身              | 国語   | 仏語   | 国語     | 法学通論 | 安南語      |
| 2 9:10～10:00  | 生物学            | 生物学 | 国史   | 安南語   | 熱帯衛生 | 教練        |
| 3 10:10～11:00 | 安南語            | 安南語 | 安南語 | 仏印経済 | 安南語   | 教練        |
| 4 3:10～4:00   | 仏語              | 仏語   |        | 仏語     | 仏語     | 生物学      |
| 5 4:10～5:00   | 地政学及 経済地理 | 体操   |        | 商業通論 | 簿記     | 生物学 実験 |
| 6 5:10～6:00   | 地政学及 経済地理 | 体操   |        | 商業通論 | 簿記     |             |

## 出身者
- 石河内稔勝 - 政治家、実業家

## 教授
- 渡辺輝一 - 経済政策

## その後
1991年10月、ホーチミン市国家大学人文社会科学大学に南洋学院出身者によって学費が無料の二年制のフルタイムの日本語学校「南学日本語クラス」が設立・後援された。
なお現在は赤門会日本語学校の後援者により南学日本語クラス二年制として活動を続けている。

## 関連書籍
- 宮脇修[4]『愛国少年漂流記』 新潮社、2003年。ISBN 978-4-10-461801-9。